# Libnotes minyneura
Libnotes minyneura är en tvåvingeart som först beskrevs av Alexander 1978.  Libnotes minyneura ingår i släktet Libnotes och familjen småharkrankar. Inga underarter finns listade i Catalogue of Life.